# جزیره من
جزیرهٔ مَن یا مَن (به مانکس: Ellan Vannin or Mannin)، (به انگلیسی: Isle of Man) جزیره‌ای با جمعیتی حدود ۸۶ هزار نفر واقع در دریای ایرلند است. پایتخت آن شهر دوگلاس است. یکی از مهم‌ترین شهرهای آن نیز شهر چیکن راک است.
جزیرهٔ من یکی از جزایر نیمه‌خودمختار در دریای ایرلند است که از لحاظ جغرافیایی بین بریتانیا و ایرلند شمالی واقع شده‌است.
این جزیره دارای پارلمان و دولت محلی مستقل است، اما از بسیاری جهات، از جمله سیاست خارجی وابسته به دولت بریتانیاست و مردم آن در انتخابات و همه‌پرسی‌های سراسری بریتانیا شرکت می‌کنند.

موقعیت جزیره من در دریای ایرلند

پادشاه چارلز سوم به عنوان رئیس کشور، عنوان «لرد من» را بر عهده دارد و توسط یک فرماندار ستوان نمایندگی می‌شود. دولت بریتانیا مسئول دفاع نظامی جزیره من است و آن را در خارج از کشور نمایندگی می‌کند، اما جزیره من همچنان یک هویت بین‌المللی جداگانه دارد.
انسان‌ها از قبل از ۶۵۰۰ سال قبل از میلاد در این جزیره زندگی می‌کردند. نفوذ فرهنگی گالیک در قرن پنجم میلادی آغاز شد، زمانی که مبلغان ایرلندی پیرو آموزه‌های سنت پاتریک شروع به سکونت در این جزیره کردند، و زبان مانکس، شاخه‌ای از زبان‌های گایدلیک، پدیدار شد. در سال ۶۲۷، شاه ادوین نورثومبریا، جزیره من را به همراه بیشتر مرسیا فتح کرد. در قرن نهم، نورس‌ها پادشاهی دریایی جزایر را تأسیس کردند که شامل هبریدز و جزایر شمالی، به همراه جزیره من به عنوان جنوبی‌ترین جزیره، بود. ماگنوس سوم، پادشاه نروژ از سال ۱۰۹۳ تا ۱۱۰۳، بین سال‌های ۱۰۹۹ تا ۱۱۰۳ به عنوان پادشاه من و جزایر سلطنت کرد.
در سال ۱۲۶۶، شاه ماگنوس ششم نروژ، برتری خود بر من را به شاه الکساندر سوم اسکاتلند تحت معاهده پرث فروخت. پس از دوره‌ای از حکومت متناوب توسط پادشاهان اسکاتلند و انگلستان، این جزیره در سال ۱۳۹۹ تحت سیادت فئودالی تاج و تخت انگلستان قرار گرفت. این سیادت در سال ۱۷۶۵ به تاج و تخت بریتانیا بازگشت، اما این جزیره بخشی از پادشاهی بریتانیای کبیر در قرن هجدهم، و نه جانشینان آن، پادشاهی متحد بریتانیای کبیر و ایرلند و پادشاهی متحد بریتانیای کبیر و ایرلند شمالی امروزی، نشد. این جزیره همیشه خودمختاری داخلی خود را حفظ کرده است. در سال ۱۸۸۱، پارلمان جزیره من، تینوالد، به اولین نهاد قانونگذاری ملی در جهان تبدیل شد که به زنان حق رأی در انتخابات عمومی را اعطا کرد، اگرچه این حق شامل زنان متأهل نمی‌شد.
اقتصاد مانکس با وضعیت آن به عنوان یک مقصد با مالیات پایین و بانکداری فراساحلی تقویت می‌شود. بیمه و قمار آنلاین هر کدام ۱۷٪ از تولید ناخالص ملی را تولید می‌کنند، و پس از آن فناوری اطلاعات و ارتباطات و بانکداری هر کدام ۹٪ را تشکیل می‌دهند. با این حال، این وضعیت، مشکلاتی مانند پول‌شویی، جرایم مالی و تأمین مالی تروریسم را نیز به همراه داشته است. جزیره من همچنین به دلیل مسابقات موتورسواری تی‌تی (جام توریستی) و گربه مانکس، نژادی با دم کوتاه یا بدون دم، شناخته شده است. در سال ۲۰۱۶، یونسکو وضعیت ذخیره‌گاه زیست‌کره را به جزیره من اعطا کرد.

ریشه‌شناسی و نام‌گذاری جزیره من
اولین اشاره به جزیره من در کتاب «تاریخ طبیعی» پلینی دیده می‌شود که در آن از جزیره‌ای به نام "موناپیا" (که احتمالاً اشتباهی برای *ماناویا بوده) در میان بریتانیا و ایرلند یاد شده است. ریشه این نام به واژه "مانائوآ" در زبان بریتونیایی بازمی‌گردد که به معنای «جزیره کوهستانی» یا «جزیره بلند» است. همین ریشه ممکن است در نام "مُون" (Môn)، نام ولزی انگلسی، نیز دیده شود. این جزیره در زبان ولزی "مانائو" و در زبان مانکس "مانین" یا به طور کامل "اِلان والین" (یعنی «جزیره من»، با نرم‌شدگی صامت اول) نامیده می‌شود. "مانین" در ابتدا یک حالت برای مفعول با واسطه بوده و حالت فاعلی آن "مانا" است.
در افسانه‌ها، من با مانانان مک لیر، خدای دریا در اساطیر گالیک، مرتبط است و گاهی اوقات گفته می‌شود که نام خود را از او گرفته است. با این حال، به احتمال زیاد عکس این موضوع صحیح است.